# فادي علوش
فادي علوش (مواليد 1 كانون الثاني 1969) هو لاعب كرة قدم لبناني سابق كان يلعب في مركز المهاجم. يلقّب علوش بالبلدوزر، ويشتهر بأنه الهداف التاريخي وأكثر من سجل أهداف خلال موسم واحد في الدوري اللبناني الممتاز.

## مسيرته الكروية

### الأنصار
إنضم فادي علوش للأنصار سنة 1985. بعد عودة الدوري اللبناني موسم 1987–88، توّج الأنصار بالثنائية، ما مهّد لهيمنة النادي خلال التسعينيات. في موسم 1990–91، كسر فادي علوش الرقم القياس لأكبر عدد من الأهداف خلال موسم واحد، حيث أنهاه برصيد 32 هدف. في موسم 1992–93، حقق جائزة الهداف مجددًا بعد ما سجل 27 هدف، وهو أكثر من حصل على الجائزة. في 1997، غادر فادي علوش النادي بعد 12 سنة، حقق خلالها الدوري 9 مرات والكأس 8 مرات.

### الإخاء الأهلي عاليه والهومنمن
في 1997، إنضم علوش للإخاء الأهلي عاليه، وسجل معهم هدفين. أنهى مسيرته مع الهومنمن، وسجل هدفين في موسمه الأخير 1999–00، ليرفع سجله إلى 118 هدف، ليصبح الهداف التاريخي للدوري اللبناني، قبل أن يتساوى معه وراطان غازاريان.

## مسيرته الدولية
مثل فادي علوش المنتخب اللبناني، وسجل معهم هدفين. جاء الأول من ركلة جزاء ضد هونغ كونج في الدقيقة 79 بتصفيات كأس العالم 1994، والثاني ضد كازاخستان في الدقيقة 32 بمباراة وديّة.

## حياته
ولد علوش في بيروت. ابنته هبة، تلعب كرة القدم ومثّلت المنتخب اللبناني بفئة الشباب. يعمل فادي علوش في أحد المصارف اللبنانية، ويشرف على أكادمية الاتحاد في السعديات.

## الإنجازات

### النادي
الأنصار
- الدوري اللبناني الممتاز:1987–88، 1989–90، 1990–91، 1991–92، 1992–93، 1993–94، 1994–95، 1995–96، 1996–97
- كأس لبنان: 1987–88، 1989–90، 1990–91، 1991–92، 1993–94، 1994–95، 1995–96
- كأس السوبر اللبناني: 1996

الهومنمن
- كأس النخبة اللبناني: 1999

### الفردية
- هداف الدوري اللبناني: 1990–91، 1992–93
- الهداف التاريخي للدوري اللبناني: 118 هدف[ب]